# Anders Johansson (trommeslager)
 Der er flere personer med dette navn, se Anders Johansson.
Anders Johansson (født 25. maj 1962 i Göteborg, Sverige) er en svensk trommeslager i heavy metalbandet HammerFall.

## Biografi
Hans første instrument var klaveret men i en alder af fjorten skiftede han til trommer. Han studerede på ingeniørskole 1979 – 82 og aftjente sin værnepligt i den svenske marine 1982-83. I 1984 flyttede han til USA for at slutte sig til Yngwies band. Efter fem albums og en verdensturné forlod han bandet og blev studie- og turnémusiker. I de år arbejdede han sammen med sin bror, Jens. I 1999 sluttede han sig til HammerFall.